# Theodor Erckel
Theodor Erckel est un taxidermiste et naturaliste allemand, né en 1811 et mort en 1897.

## Biographie
Il est le serviteur et l’assistant d’Eduard Rüppell (1794-1884) à partir de 1825 et l’accompagne durant son voyage en Éthiopie en 1830. Après leur retour en Europe en 1834, Erckel travaille comme l’assistant de Rüppell à l’institut de l’université de Francfort-sur-le-Main. Le directeur de l’institut, Philipp Jakob Cretzschmar (1786-1845), et Rüppell se querellent à un tel point que ce dernier démissionne en 1844. Erckel devient alors le conservateur des collections, fonction qu’il occupe jusqu’à son départ à la retraite en 1880. En 1891, il est élu membre à vie de la Senckenbergische Naturforschende Gesellschaft, la société d’histoire naturelle de Francfort, que Cretzschmar avait fondé. Rüppell lui dédie le francolin d'Erckel, Francolinus erckelii en 1835.